# Apristurus fedorovi
Apristurus fedorovi är en hajart som beskrevs av Vladimir Nikolaevich Dolganov 1983. Apristurus fedorovi ingår i släktet Apristurus och familjen rödhajar. IUCN kategoriserar arten globalt som otillräckligt studerad. Inga underarter finns listade i Catalogue of Life.

## Bildgalleri

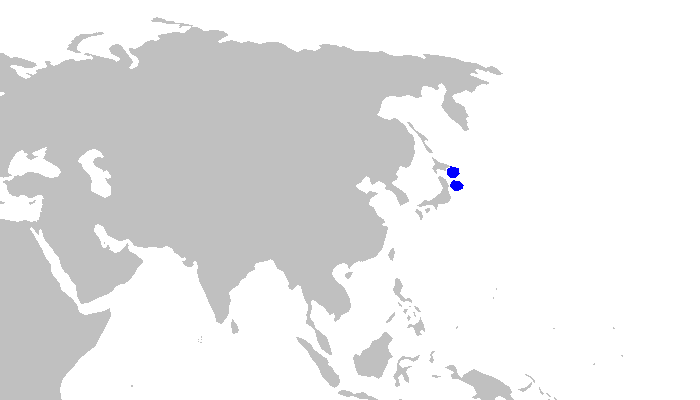